# Hydrocoryne miurensis
Hydrocoryne miurensis is een hydroïdpoliep uit de familie van de Hydrocorynidae. De poliep komt uit het geslacht Hydrocoryne. Hydrocoryne miurensis werd in 1907 voor het eerst wetenschappelijk beschreven door Eberhard Stechow. 